# Haus Grohne
Das Haus Grohne in Bremen-Schwachhausen, Ortsteil Radio Bremen, Friedrich-Mißler-Straße 35, ist eine Villa. Sie steht unter Denkmalschutz.

Das Gebäude wurde 1995 als Bremer Kulturdenkmal unter Denkmalschutz gestellt.

## Geschichte
Die zwei- teils dreigeschossige, rotsteinsichtige Villa mit einem T-Grundriss und dem Flachdach entstand als Wohnhaus von 1927 bis 1928 nach Plänen des Architekten Ernst Becker für den Direktor des Focke-Museums Ernst Grohne (1888–1957).
Im Bauhausstil der Moderne der 1920er Jahre wurde das damals nicht übliche Flachdach kritisiert und diskutiert. Durch die Kuben und die Betonung der Horizontalen mit Hilfe der Mauerwerksstreifen wurde es zu einem der wenigen erhaltenen und beispielgebenden Gebäude aus dieser Zeit.
1945 beschlagnahmte das US-Militär vorübergehend das Haus und Grohne wohnte im Haus Riensberg, Teil des Focke-Museums.
Heute (2014) wird das Haus für Wohnzwecke genutzt.